# Barbaroux

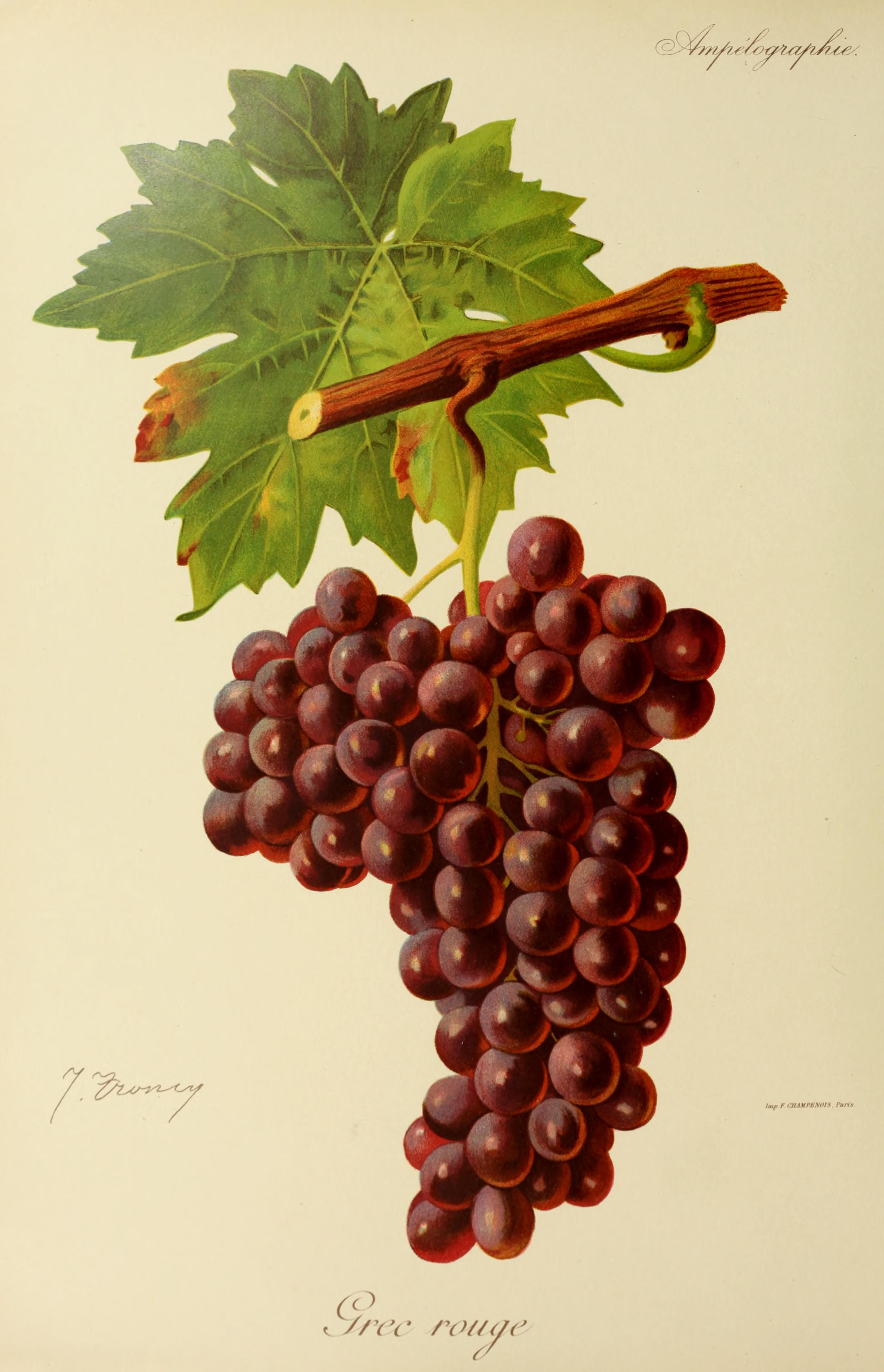
Barbaroux im Buch von Viala & Vermorel (als Grec Rouge)

Die Rotweinsorte Barbaroux stammt aus dem Süden Frankreichs, wo sie in den Appellationen Côtes de Provence und Cassis sowie in einigen Rebflächen Korsikas zugelassen ist. Sie ist sehr alt und war früher weit verbreitet. Die hellbeerige Sorte erbringt aromatische Rotweine mit geringer Säure, einem mittleren Alkoholpotential und guten Alterungsanlagen. Sie braucht jedoch einen fruchtbaren Boden und ein warmes Klima. Da sie sehr anfällig gegen Rohfäule und Mehltau ist, geht der Bestand der mit Barbaroux bestockter Fläche ständig zurück. Sie wird häufig für den privaten Konsum als Tafeltraube verwendet.
Im Piemont und der Emilia-Romagna heißt die Sorte Barbarossa und wurde in der Gemeinde Bertinoro bei Forlì wiederentdeckt und für die Erhaltungszucht selektioniert.

## Synonyme
Die Rebsorte Barbaroux ist auch unter den Synonymen Aronova Boroda, Barbaraise de Provence, Barbarons, Barbarossa, Barbarossa Rose, Barbaroux Rose, Barbaru, Barbi Rossa, Barbirossa, Barbirossu, Calebstraube Rot, Candolle Roth, Candollo Rot, Cardeina, Cerwene Elzaska, de Kandol, Gaensefuessler, Gaensfuessler Hellrot, Grappe de Cinq Kilos, Gray Rouge, Grec Rose, Grec Rouge, Gromier du Cantal, Gros Barbaroux, Gros Gommier du Cantal, Gros Grommier du Cantal, Hammelshode Rot, Kanaani, Kanaantraube, Limdi Kana, Malaga Rose, Merveille, Monstrueux de Candolle, Monstrueux de Decandolle, Murcentin, Pepin Isfaganskii, Perle Rose, Perltraube Rot, Plant du Pauvre, Pompeiana, Prun Gentile, Raisin du Pauvre, Raisin Grec, Raisin Monstrueux, Regina Rossa, Riesentraube Rot, Rossea, Rossoly, Rothwaelsches, Roussee, Rousselet, Sorita und Uva Barbarossa bekannt.